# أبو الفضل البرقعي
أبو الفضل البرقعي (نحو 1326 - 1413 هـ / نحو 1908 - 1992 م) كان عالم دين شيعي، من أهل قم.

## نسبه وحياته
هو أبو الفضل بن الرضا البرقعي القُمّيّ مولداً ثم الطهراني، يرجع نسبه إلى السيد أحمد بن موسى المبرقع ابن الإمام محمد التقى الجواد ابن على بن موسى الرضا.

## آثاره
- «كسر الصنم؛ نقض كتاب أصول الكافي»
- «سوانح الأيام: أيام من حياتي» - صدرت الطبعة العربية الأولى عن دار عالم الكتب (الرياض) عام 1431 هـ.[2]
- «نقد المراجعات» - وهو ردٌ على كتاب «المراجعات» لعبد الحسين شرف الدين الموسوي.[3]

## وصلات خارجية
- موقع آیة الله العظمی علامه سيد أبو الفضل ابن الرضا برقعى قمی